# Maurizio Valenzi
Maurizio Valenzi (ur. jako Maurizio Valensi 16 listopada 1909 w Tunisie, zm. 23 czerwca 2009 w Acerrze) – włoski polityk, malarz i publicysta pochodzenia żydowskiego, związany także z Tunezją, działacz antyfaszystowski i członek ruchu oporu podczas II wojny światowej. W latach 1975–1983 burmistrz Neapolu, senator i poseł do Parlamentu Europejskiego II kadencji.

## Życiorys
Urodził się w rodzinie żydowskiej pochodzącej z Livorno, która osiadła na kilka pokoleń w Tunisie. Od 1928 studiował prawo na Królewskim Uniwersytecie w Rzymie, jednak zrezygnował ze studiów i podjął pracę w rodzinnym przedsiębiorstwie. Studiował następnie malarstwo w Akademii Sztuk Pięknych w Tunisie, przez wiele lat tworzył obrazy na uboczu działalności politycznej. Od 1930 do 1931 prowadził w Rzymie studio wspólnie z Antonio Corporą, następnie po pobycie we Francji, gdzie nawiązał kontakty artystyczne, powrócił do Tunezji. Od 1934 do 1936 członek Tunezyjskiej Partii Komunistycznej, pod koniec lat 30. dołączył do Włoskiej Partii Komunistycznej. Pracował w redakcjach gazet „L’Italiano di Tunisi” i „Voce degli Italiani”, tworzył także obrazy przedstawiające ludność arabską i beduińską. Zaangażowany w działalność włoskiej opozycji antyfaszystowskiej oraz rozwój jej współpracy międzynarodowej, po wybuchu II wojny światowej współpracował z ruchem oporu i przebywał w ukryciu. W listopadzie 1941 aresztowany i poddany torturom, następnie skazany na karę dożywotniego więzienia i pracę przymusową przez władze Francji Vichy w związku z zarzutami sabotażu i sympatii komunistycznych. Był osadzony w Lambèse, w marcu 1943 uwolniony przez siły alianckie. Następnie z polecenia PCI przygotowywał powrót Palmiro Togliattiego do Neapolu, osiadł także na stałe w tym mieście. Zajmował się współpracą z Narodowym Komitetem Wyzwolenia, publikował także w „l’Unità”. Opublikował szereg książek, organizował także wystawy swoich obrazów (po raz pierwszy w 1973).
Został etatowym pracownikiem partii komunistycznej, doszedł do stanowiska członka komitetu centralnego. Od 1952 był radnym prowincji Neapol, a od 1964 do 1970 miasta Forio. W latach 1953–1968 senator II, III i IV kadencji, w tym okresie był też członkiem ciała nadzorczego RAI. W 1970 wybrany radnym miejskim Neapolu, od września 1975 do sierpnia 1983 pełnił funkcję burmistrza tego miasta, zajmując się m.in. jego odbudową po trzęsieniu ziemi z 1980. W 1984 został posłem do Parlamentu Europejskiego, przystąpił do Grupy Sojuszu Komunistycznego. Zajmował także stanowisko przewodniczącego organizacji partyzanckiej ANPI w Kampanii.
Od 1939 żonaty z Litzą Cittanovą, z pochodzenia francuską Żydówką. Mieli dwoje dzieci.

## Odznaczenia i upamiętnienie
Odznaczony Legią Honorową (1985). Jego imieniem nazwano fundację założoną w 2009.